# Sylvinho
Sylvinho (fuldt navn Sylvio Mendes Campos Junior, født 12. april 1974 i São Paulo) er en tidligere brasiliansk fodboldspiller, som i sin karriere har repræsenteret Corinthians, Arsenal, Celta Vigo, FC Barcelona og Manchester City.
Sylvinho startede sin karriere i Corinthians fra 1994 til 1999. I 1999 skiftede han til Arsenal F.C., hvor han spillede i to år. I 2001 flyttede han så til Celta Vigo. I 2004, efter et salg på €2 millioner, skiftede han til FC Barcelona, hvor var med til at vinde tre La Liga-titler i 2005, 2006 og 2009, og Champions League i 2006 og 2009. Han spillede fra 2009 til 2010 hos Manchester City i England.
Sylvinho har spillet seks landskampe for Brasilien.